# Lego Nexo Knights
A Lego Nexo Knights 2015 és 2017 között futott dán-kanadai televíziós 3D-s számítógépes animációs kalandsorozat, amelyet Tommy Andreasen, Alexandre Boudon, Samuel Thomas Johnson, Martin Dalsgarrd és Heidi Rathschau Niesen alkotott.
Az Egyesült Államokban 2015. december 13-án került sor a premierre, magyar szinkronnal 2015. december 17-én mutatták be. A sorozat a LEGO terméksorozatán, a Nexo Knights-on alapszik és a címszereplőkről, Knighton városának lovagjairól szól. Knighton egy középkori város, a jövőben elhelyezve. A sorozat indulása megelőzte a termékvonal indulását, az ugyanis 2016-ban került kereskedelmi forgalomba.

## Szereplők

### Nexo Lovagok
- Clay Moorington (Giles Panton) – A kék páncélos, szigorú, lustaságot nem tűrő lovag, Lance ellenlábasa. Folyton meg akar felelni az elvárásoknak. Páncélján egy sas-címer látható, s egy kétélű skót kardot használ.
- Aaron Fox (Alessandro Juliani) – A zöld páncélos, izgága, gördülékeny lovag. A páncélját légdeszkaként is tudja használni, így jól támad a levegőből. Címere egy rókát ábrázol, s egy íj a fő fegyvere.
- Lance Richmond (Ian Hanlin) – Lance a fehér páncélos, elsősorban lándzsával harcoló lovag. Egyike azon keveseknek, akik Jestro mesterkedéseihez is pozitívan állnak hozzá. Van egy robot lova, amelyet képes motorkerékpárra átalakítani. A címere egy ló.
- Macy Halbert hercegnő (Erin Mathews) – Macy Halbert Knighton hercegnője, aki egyben a vörös páncélú lovag is. A címere egy sárkány, s egy elektromos buzogánnyal harcol.
- Axl (Brian Drummond) – A sárga páncélos, óriás lovag. Címere egy bika. Nincs különösebb fő fegyvere. Mindennél jobban szeret falatozni. Az anyja azt szeretné, hogy mindennek megfeleljen.

### Támogató szereplők
- Robin Underwood (Erin Mathews) – Robin egy gyakornok lovag, a Lovagi Akadémia tanulója, Merlok 2.0 egyik konfigurátora. A címere egy csirkét ábrázol, s a szörnyekkel való harcok során gyakran használ Fortrex-fegyvereket.
- Ava Prentis (Maryke Hendrikse) – Robin érzelemmentes barátnője, Merlok 2.0 másik kezelője. Ava egy rezidens technológiai szakértő, aki támogatja a lovagokat a gonosz elleni küzdelemben. Életkora ellenére nagyon ügyes és segíti a lovagokat a high-tech bázisban.
- Merlok 2.0 (Brian Drummond) – A digitális varázsló, aki segíti a lovagokat a gonosz elleni harcban. Eredetileg egy hús-vér mágus volt, de a mágikus robbantás megsemmisítette, majd Ava létrehozta a virtuális mását.
- Halbert király (Brian Drummond) – A birodalom királya, Macy apja. Posztja ellenére nagyon félénk, s pánikba esik a tragédia első jeleitől. Ennek ellenére mindig támogatja a lovagok munkáját, s kiáll mellettük.
- Halbert királynő (Nicole Oliver) – Knighton királynője, Macy anyja. Férjétől eltérően sokkal magabiztosabb a feszült helyzetekben. Macy sok mindenben hasonlít rá, mind a fegyvermegválasztásban, mind a harci küllemében.
- Herb Herbertson (Brian Drummond) – A birodalom legfőbb riportere és híradósa, Alice "főnöke". Az epizód elején ő foglalja össze a korábbi részben történt eseményeket.
- Robotok – A birodalom mechanikus lakosai, akik ellátnák különféle feladatokat, s segítik a lovagokat. A jelentősebb robotok a következők:
  - Királyi katonák – A segítőkész robotkatonák, akik harcolnak, hogy megvédjék a királyságot.
  - Claybot – Clay inasbotja, aki gyakran összekeveri a rá bízott parancsokat. Mindent megtesz, hogy segítse mesterét Knighton legjobb lovagjává válni.
  - Lándzsarobotok – A lándzsát használó robotok.
  - Alice Squires (Erin Mathews) – A kiborg híradós, aki Herb Herbertson segédje.
  - Éclair főszakács (Brian Drummond) – A lovagok személyes szakácsa a Fortrex fedélzetén.
  - Fancypants – Halbert király személyes kísérője.
  - Dennis – Lance személyes kísérője, aki gondoskodott Lance-ről babakorában. Dennis felmond a "A legrosszabb rossz könyve" című részben, de visszajön az "Erő és varázslat"-ban azzal a feltétellel, hogy a hét egy napjában Lance-nek kell őt kiszolgálnia.

### Gonosztevők
- Jestro (Vincent Tong) –  A lovagok egyik főellensége. Jestro egykor a király udvari bolondja volt, de a Szörnyek Könyve gonosszá tette. Rendszeresen olyan könyveket keres, amelyekkel árthat Knighton lakosainak.
- A Szörnyek Könyve (Mark Oliver) – Egy vastag könyv, amely az elejétől a végéig gonosz dolgokat rejt. A lovagok másik nemezise, aki gonosszá tette Jestrot. Sok ideig Merlok könyvtárában raboskodott, ahonnan Jestro szabadította ki.
- Lávaszörny armada – A lángoló magmaszörnyek serege, akik a Nexo Lovagok ellen viaskodnak, miután Jestro megidézi őket a Szörnyek Könyve által. Amikor a lávaszörnyek elveszítik a harcot, visszakerülnek a Szörnyek Könyvébe.
  - Magmar tábornok – A lávaszörny, aki Jestro vezető stratégája, harcosa és szakácsa. Személyesen még nem jelent meg.
  - Sparkks – A szarvasküklopsz-szerű lávaszörny, aki Burnzie legjobb bajtársa. Ezek együtt alkotják a Lávaszörny Armada erejét.
  - Burnzie – A hatalmas fogú, szarvas kinézetű lávaszörny, Sparkks gazpartnere. Ő és Sparkss alkotják a Lávaszörny Armada erejét.
  - Lidércek – Gömb alakú lávaszörnyek, akiknek nincsenek végtagjaik, de a szájuk tele van éles fogakkal.
    - Pók Lidércek – A Lidércek póklábbal közlekedő változatai.

  - Riogatók – Apró, körte alakú, goblin-szerű lávaszörnyek, akik leginkább megjelennek Jestro parancsára. Elnyerik megidézőjük képességét, miután a Káosz Könyve bekerült a Szörnyek Könyvébe.
  - Könyvtartó – Egy homályos észjárású humanoid szörny, aki hordozza a Szörnyek Könyvét. Nem szolgál más nyilvánvaló funkcióval, s hajlamos rá, hogy összezavarodjon.
  - Lavaria (Nicole Oliver) – Egy alattomos lávaszörny denevérszerű szárnyakkal, Jestro fő kémje.
  - Szörnyek ura – Egy szörny, aki arra specializálódott, hogy eligazítson más szörnyeket Jestro parancsára, például megépítette a "Gonosz Mobile" nevű gördülő bázist.
  - Kéregtörő – A kemény lávaszörny-katona.
  - Hamutámadó – A páncélozott lávaszörny-katona vulkáni hamuból, aki képes hamut ereszteni az ellenségei szemébe, illetve a járműveikbe, hogy azok tönkremenjenek.
  - Lángszóró – A tarajos, ördögi lávaszörny-katona.
  - Whiparella (Kathleen Barr) – A női lávaszörny, akinek láb helyett kígyófarka van. Egypár ostort hord magával, amivel elő tudja idézni bárki félelmét.
  - Flama – Egy olvadt lávaszörny, Moltor ikertestvére.
  - Moltor – A fekete bőrű, sziklás öklű lávaszörny, Flama ikertestvére.
  - Infernox – Egy óriás szörny tátongó torokkal és hatalmas állkapoccsal.

### Egyéb szereplők
- Cuthbert Richmond – Lance apja, aki megveti, hogy a fia fel akar érni a csúcsra. Mr. Richmond csak a "The Knights Of The Realm" nevű exkluzív app-epizódban kapott eddig szerepet.
- Boszorkány – A boszorkány a "The Way To Battle" című rövidfilmben jelent meg. Az erdő lakója, és különféle bájitalokat kever.
- Lord Jónagy-Fösvény – Az aranygyár-lánc tulaja, egy alkalommal ellátogatott Knighton City-be, hogy megnézze, van-e hely aranygyárat építeni.
- Rekettyés Robert – A rekettyés csűr tulajdonosa, aki szintén a városba utazott, hogy terjessze a vállalatát.
- Meanard – Lance inasa és segítője.

## Szereposztás
| Szereplő                         | Eredeti hang        | Magyar hang                                       |
| Lovagok                          | Lovagok             | Lovagok                                           |
| -------------------------------- | ------------------- | ------------------------------------------------- |
| Clay Moorington                  | Giles Panton        | Moser Károly                                      |
| Aaron Fox                        | Alessandro Juliani  | Szabó Máté                                        |
| Lance Richmond                   | Ian Hanlin          | Varga Gábor                                       |
| Ava Prentis                      | Maryke Hendrikse    | Szabó Zselyke                                     |
| Macy Halbert                     | Erin Mathews        | Gulás Fanni                                       |
| Robin Underwood                  | Erin Mathews        | Szalay Csongor                                    |
| Axl                              | Brian Drummond      | Varga Rókus                                       |
| Merlok 2.0                       | Brian Drummond      | Várday Zoltán                                     |
| Halbert király                   | Brian Drummond      | Rosta Sándor                                      |
| Királynő                         | Nicole Oliver       | Ősi Ildikó                                        |
| Gonosztevők                      |                     |                                                   |
| Szörnyek Könyve/ Monstrox        | Mark Oliver         | Koncz István                                      |
| Jestro                           | Vincent Tong        | Magyar Bálint                                     |
| Roberto Arnoldi                  | Vincent Tong        | Csőre Gábor                                       |
| Lávaszörny sereg                 |                     |                                                   |
| Lavaria                          | Nicole Oliver       | Oláh Orsolya                                      |
| Whiparella                       | Nicole Oliver       | Nádasi Veronika                                   |
| Burnzie                          | Giles Panton        | Bognár Tamás                                      |
| Szörny vezér                     | Giles Panton        |                                                   |
| Sparkks                          | Alessandro Juliani  | Petridisz Hrisztosz                               |
| Flama                            | Ian Hanlin          | Bácskai János                                     |
| Moltor                           | Ian Hanlin          | Faragó András                                     |
| Magmar Tábornok                  | Garry Chalk         | Törköly Levente                                   |
| Kőhadsereg                       |                     |                                                   |
| Kőszívű Ruina / Wanda Moorington | Heather Doerksen    | Solecki Janka (29. rész) Bertalan Ágnes (4. évad) |
| Reex                             | Jason Simpson       | Borbiczki Ferenc                                  |
| Roog                             | Jason Simpson       | Katona Zoltán                                     |
| Rumble                           | Jason Simpson       | Törköly Levente                                   |
| Garg Tábornok                    | Noel Johansen       | Vida Péter                                        |
| Lord Koponya                     | Noel Johansen       |                                                   |
| Hilda – A hárpia                 | Nicole Oliver       |                                                   |
| Ingrid – A hárpia                | Nicole Oliver       |                                                   |
| Ulrika - A Hárpia                | Nicole Oliver       | Berkes Boglárka                                   |
| További szereplők                |                     |                                                   |
| Herb Herbertson                  | Brian Drummond      | Csík Csaba Krisztián                              |
| Éclair főszakács                 | Brian Drummond      | Forgács Gábor                                     |
| Cuthbert Richmond                | Brian Drummond      |                                                   |
| Alice Squires                    | Nicole Oliver       | Dögei Éva                                         |
| Axl anyja                        |                     | Sági Tímea                                        |
| Axl apja                         |                     | Sarádi Zsolt                                      |
| Lord Jónagy-Fösvény              |                     | Faragó András                                     |
| Lovagi-Con résztvevője           |                     | Réti Szilvia                                      |
| Jurgen von Stroheim              |                     | Kassai Károly                                     |
| magmaszörnynek öltözött fiú      |                     | Kossuth Gábor                                     |
| Lovagiakadémia tanulója          |                     | Pál Dániel Máté                                   |
| Rekettyés Robert                 |                     | Csuha Lajos                                       |
| Meanard                          |                     | Fekete Zoltán                                     |
| Dingó                            |                     | Laudon Andrea                                     |
| Fancypants                       |                     | Baráth István                                     |
| lovagi robotok                   |                     | Szokol Péter                                      |
| Királyi Katonák                  |                     |                                                   |
| Swordmore Brickland igazgató     | Michael Adamthwaite | Törköly Levente                                   |
| Izzy Richmond                    | Caitlyn Bairstow    |                                                   |
| Goldie Richmond                  | Jennifer Hayward    |                                                   |
| Gobbleton Rambly                 | Alan Marriott       |                                                   |
| Fletcher "Fletch" Bowman         | Samuel Vincent      |                                                   |
| Slab Rockowski                   | Kirby Morrow        |                                                   |
| Jack Shields                     | Ian Hanlin          | Kautzky Armand                                    |

### Magyar változat
Felolvasó: Bozai József, Korbuly Péter (néhány kisfilmben és a 2. évadtól)

## Érdekesség
- A sorozat szinkronizálásánál meghagyták az eredeti címet, ám a Cartoon Network első ajánlóiban "Lego Nexo Lovagok"-ként említették.

## Epizódok
| Évad | Évad | Epizódok | Epizódok | Eredeti sugárzás    | Eredeti sugárzás    | Eredeti adó     | Magyar sugárzás      | Magyar sugárzás      | Magyar adó      |
| Évad | Évad | Epizódok | Epizódok | Évadpremier         | Évadfinálé          | Eredeti adó     | Évadpremier          | Évadfinálé           | Magyar adó      |
| ---- | ---- | -------- | -------- | ------------------- | ------------------- | --------------- | -------------------- | -------------------- | --------------- |
|      | 1    | 10       | 2        | 2015. december 13.  | 2015. december 13.  | Cartoon Network | 2015. december 17.   | 2015. december 17.   | Cartoon Network |
|      | 1    | 10       | 8        | 2016. január 13     | 2016. március 31.   | Cartoon Network | 2016. február 28.    | 2016. április 17.    | Cartoon Network |
|      | 2    | 10       | 10       | 2016. augusztus 13. | 2016. október 22.   | Cartoon Network | 2016. szeptember 19. | 2016. szeptember 30. | Cartoon Network |
|      | 3    | 10       | 10       | 2017. február 4.    | 2017. április 8.    | Cartoon Network | 2017. február 20.    | 2017. március 3.     | Cartoon Network |
|      | 4    | 10       | 10       | 2017. augusztus 21. | 2017. szeptember 1. | Cartoon Network | 2017. augusztus 14.  | 2017. augusztus 25.  | Cartoon Network |